# Josef Jaroš (fotbalista)
Josef Jaroš (15. července 1931 Brno – 18. října 2013 tamtéž) byl český fotbalový útočník (později nastupoval i v záloze) a trenér.

## Rodina
Jeho syn Jiří Jaroš (1955–1999) i bratranec Jiří Šón (1932–2004) byli rovněž prvoligovými fotbalisty. Jeho vnuk Jiří Jaroš (* 14.11.1982, syn Jiřího Jaroše) byl dvakrát nejlepším střelcem Přeboru Jihomoravského kraje (2002/03 za Tatran Bohunice, 2004/05 za ČAFC Židenice), hrál také v památném pohárovém utkání (čtvrtek 11. října 2007) SK Líšeň – SK Slavia Praha 4:3 (2:1), v němž otevřel skóre.

## Hráčská kariéra
Ve Zbrojovce hrál v temných 50. letech, kdy klub živořil ve třetí nejvyšší soutěži. Přesto si v ročníku 1952 zahrál nejvyšší soutěž za MEZ Židenice (tento klub nemá nic společného s SK Židenice/Zbrojovkou) a vstřelil jeden prvoligový gól. Na závěr kariéry se vrátil do Spartaku Líšeň, jehož byl odchovancem.

### Prvoligová bilance
| Ročník         | Zápasy | Góly | Minuty | Klub         |
| -------------- | ------ | ---- | ------ | ------------ |
| I. liga 1952   | 13     | 1    | –      | MEZ Židenice |
| CELKEM I. LIGA | 13     | 1    | –      |              |

## Trenérská kariéra
Ve Zbrojovce trénoval mládežnická a juniorská družstva, krátce však vedl i A-mužstvo v nejvyšší soutěži. Z mistrovské jedenáctky Zbrojovky prošli Jarošovýma rukama Karel Jarůšek, Jiří Hajský, Eduard a Libor Doškovi, Jindřich Svoboda, Josef Mazura a Miroslav Bureš.
- 1966/67 (1. liga) – TJ Spartak ZJŠ Brno